# Lou Counil
Lou Counil, née le 7 novembre 1985 à Nancy, est une joueuse française de water-polo.
Appelée pour la première fois en équipe de France de water-polo féminin en 2009, elle est championne de France avec l'ASPTT Nancy water-polo en 2006 et en 2008.